# Ardisia decurviflora
Ardisia decurviflora är en viveväxtart som beskrevs av Carl Christian Mez. Ardisia decurviflora ingår i släktet Ardisia och familjen viveväxter. Inga underarter finns listade i Catalogue of Life.